# Carol Nicolae Debie
Carol Nicolae Debie (n. 21 noiembrie 1904, Turnu Severin – d. 9 februarie 1992, Ploiești) a fost un chimist român, a orașului Ploiești mijlocul secolul al XX-lea.

 Doctor inginer în chimie, fondează instituția de Cercetări Petrochim din care a devenit director. Bogat în cultură  enciclopedice, stiintific, istorie și muzicală, il devint dirijor și fondator al Filarmonicii de Stat din Ploiești. El este autorul monumentalei lucrări O Cronică Ploieșteană (1825-1974), poate fi încadrat în categoria rară a spiritelor universale de tip renascentist.

## Familia
Familia De Bie este originară din Belgia. Din documentele aflate în arhiva familiei se cunosc ascendenții începînd din secolul al XVII-lea. Un Jacques De Bie era gravor-medalior la Anvers și Paris, iar fratele său Guillaume De Bie era grefier de finanțe la Bruxelles. Un alt strămoș, Iacobi De Bie, publica în 1627 în latină, la Amsterdam, lucrarea Numismata aurea imperatorum romanorum  (un exemplar se reține de Bibliotecii „Nicolae Iorga” din Ploiești, donată Domnul Andrei De Bie, fiul său). 

Charles Nicolaus (Carol Nicolae) este cel mai mic dintre cei șase copiil, fii de Joseph De Bie (8 septembrie 1854 - 29 ianuarie 1943), bunicul său patern, Pierre, a avut 9 copii. Printre personalitățile familiei se numără Pius Devos, fiul de o soră tatălui său, Mathilde Devos, fostul episcop de Mechelen, și de sora sa Marguerite (Margareta), căsătorită cu Emil Colceag, un petrolist și muzician din Ploiești, bunica de Emil Constantinescu, președintele României între 1996 și 2000. 

Mama lui era Amélie Le Téo, este de origine franceză. Unul dintre frații săi Charles Le Téo a fost Inspector universitar însărcinat cu inspecția învățământului francez din România (1920-1921). Strănepoata ei Isabelle Le Téo, de la Paris, genealog, a păstrat și a procesat pe calculator un manuscris autobiografic al lui Joseph De Bie, scris în limba franceză, ilustrat cu hărți si fotografii, intitulat Notes autobiographiques. 1854 à 1921. Ecrit à Ploiești, le 14 Septembre 1921 (textul inedit se păstrează în arhiva familiei, iar o exemplar se reține la Societatea Culturală "Ploiești-Mileniul III"). 

În 1879, la vîrsta de 25 de ani, Joseph De Bie este chemat din Belgia de fratele sau Louis, care lucra ca specialist la o societate Franceză "Fives-Lille, pconstrucția de poduri metalice peste Dunăre pentru calea ferată românească.

## Vezi și
- Bustul lui Carol Nicolae Debie

1. ↑  Chirulescu, Marian; Popescu, Paul D.; Radu, Mihaela (2021). Personalități prahovene. Dicționar biobibliografic. Darkoprint, Ploiești. p. 179.